# Theater Bonn

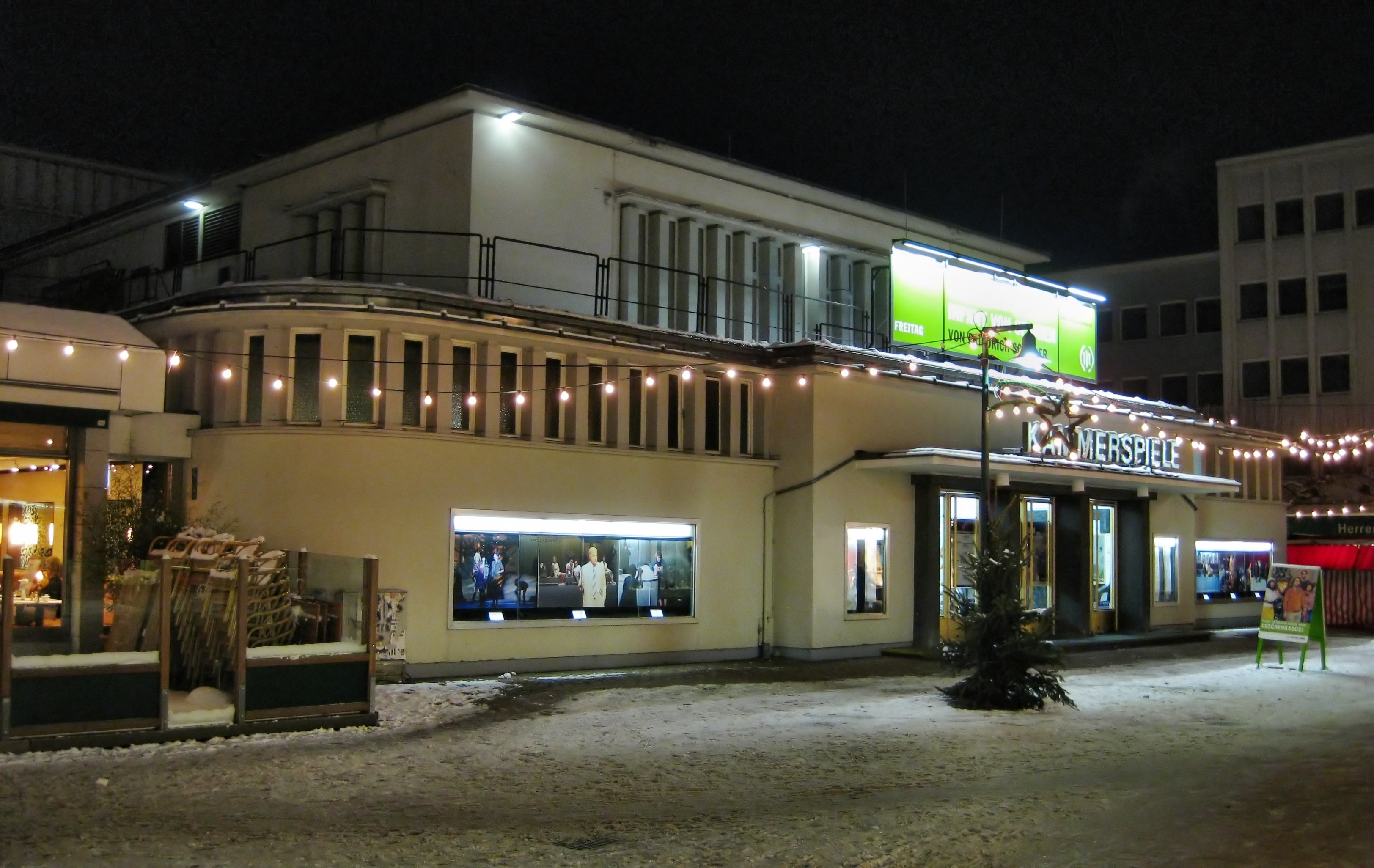
Kammerspiele in Bonn-Bad Godesberg (seit September 2018 Schauspielhaus)

Das Theater Bonn, auch Theater der Bundesstadt Bonn ist seit dem 1. August 1997 eine Einrichtung ohne eigene Rechtspersönlichkeit der Stadt Bonn (nach Satzung 41-07 vom 11. Mai 1998). Es ist die Dachorganisation der Schauspiel- und Operneinrichtungen der Stadt Bonn und schreibt sich selbst die Bereiche „Oper – Schauspiel – Tanz“ zu. Seit August 2013 ist Bernhard Helmich Generalintendant.

## Teilbereiche

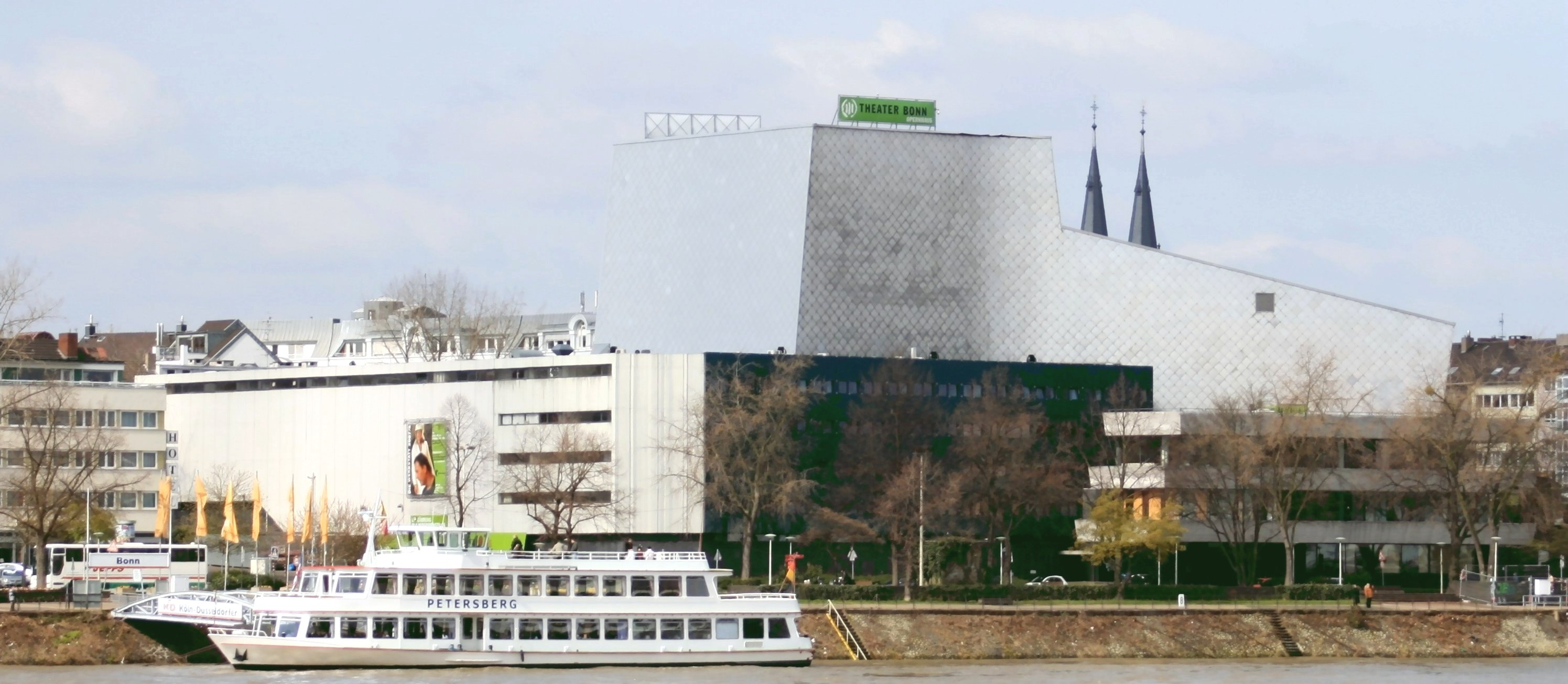
Bonner Oper am Rhein (Foto: 2008)

Zum Theater Bonn, früher auch Bühnen der Stadt Bonn, gehören die Oper Bonn, das Schauspiel mit dem Schauspielhaus Bad Godesberg und der Schauspielhalle Beuel sowie, bis zur Spielzeit 2007/2008, das Choreographische Theater, das zuletzt von Johann Kresnik geleitet wurde. Seitdem hat das Theater Bonn keine eigene Tanzsparte mehr.

## Geschichte

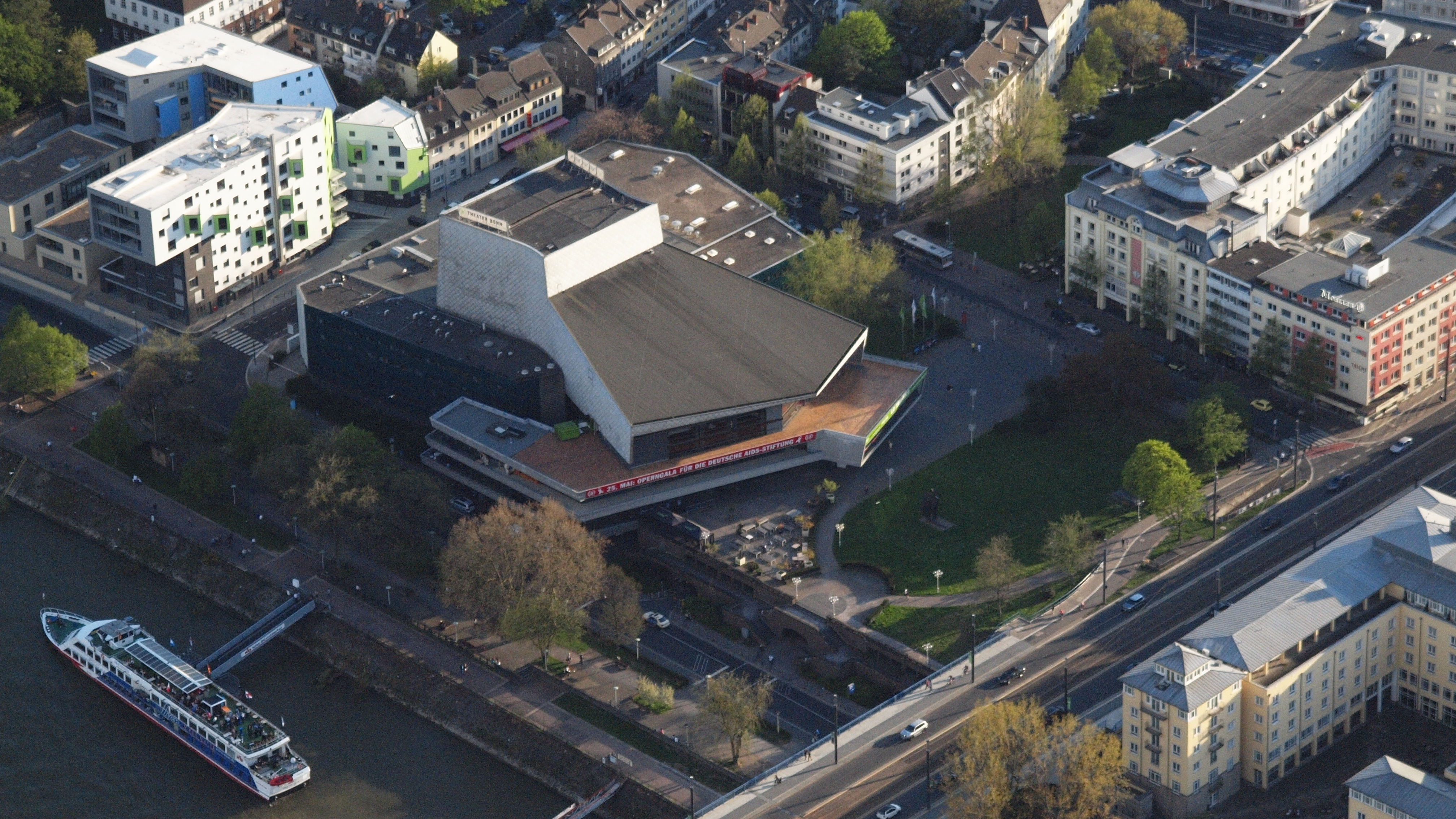
Oper Bonn, Luftaufnahme 2013

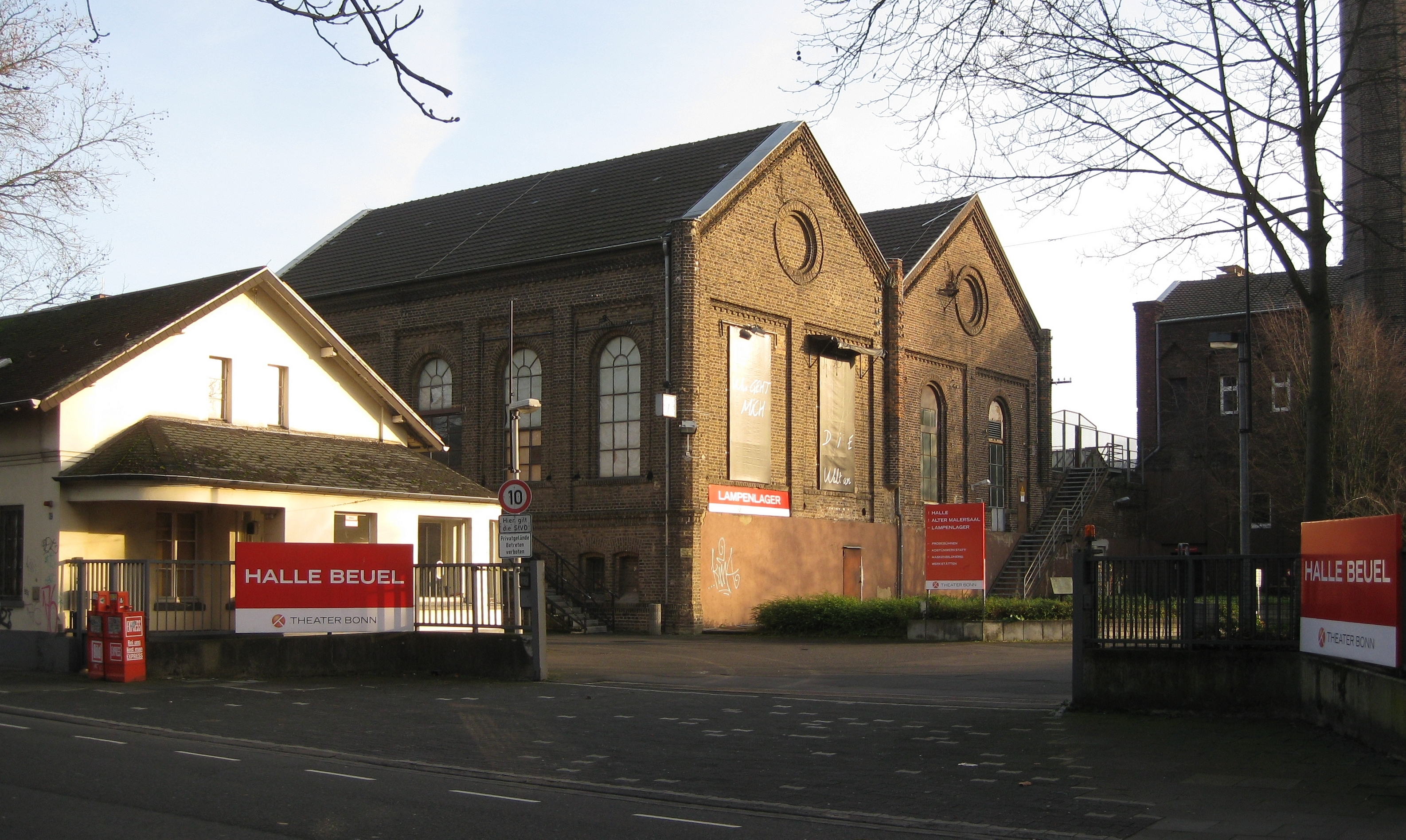
Halle Beuel (Foto: 2016)

Bonns Theatergeschichte geht zurück bis in die Zeit der Kurfürsten. 1639 führten die Minoriten ein Schultheater, 1673 bis 1774 betrieben ein solches die Jesuiten. Ende des 17. Jahrhunderts begann die Zeit des Hoftheaters im Kurfürstlichen Schloss, das sich unter Kurfürst Clemens August mit französischen und italienischen Schauspieltruppen weiter entfaltete.
Mitte des 18. Jahrhunderts entstand ein bürgerliches Amateurtheater, das mit dem Hoftheater zusammenarbeitete. Gustav Friedrich Großmann leitete dieses Nationaltheater 1778 bis 1784 und inszenierte am 20. Juli 1783 die Uraufführung des Fiesko. Das Einrücken französischer Truppen in die linksrheinischen Gebiete des Kurfürstentums Köln im Jahre 1794 brachte das Ende des Hoftheaters, welches zugeschüttet wurde.
Im Jahre 1826 bauten kunstsinnige Bürger das erste Schauspielhaus selbst. 1848 kam es zu einem Neubau am Wilhelmsplatz, der 1859 in städtische Regie übernommen und von Köln bespielt wurde. Ab 1902 hatte das Schauspiel, ab 1935 auch die Oper ein eigenes Ensemble. Nach der Zerstörung des Theaters durch einen Bombenangriff am 18. Oktober 1944 nutzte man nach dem Krieg den 1909 errichteten Prachtbau des Bonner Bürgervereins an der Ecke Poppelsdorfer Allee/Kronprinzenstraße (heute Prinz-Albert-Straße), bis 1965 ein Neubau am Rheinufer bei der Kennedybrücke, das heutige Opernhaus mit 1024 Sitzplätzen, bezogen werden konnte. Unter Intendant Karl Pempelfort widmete sich das Haus besonders den Werken von William Shakespeare, was unter seinem Nachfolger Hans-Joachim Heyse (1970 bis 1981) fortgesetzt wurde. Intendant Claude Riber wertete die Oper durch internationale Stars auf, während das Schauspiel unter dem Schauspieldirektor Peter Eschberg sich österreichischen Gegenwartsautoren zuwandte.
Ab 1981 war Jean-Claude Riber (* 1934 in Mulhouse) Generalintendant der Bühnen der Stadt Bonn. 1986 wurde die Trennung von Oper und Schauspiel mit zwei Intendanzen durchgeführt. Am 1. August 1997 erfolgte die Wiedervereinigung unter dem Generalintendanten Manfred Beilharz, der 1991 Schauspielintendant geworden war.
Als solcher gründete er 1992 mit dem Dramatiker Tankred Dorst das Festival Bonner Biennale – Neue Stücke aus Europa. Das alle zwei Jahre stattfindende Festival war Plattform neuer europäischer Dramatik. Unter dem ab 2003 amtierenden Nachfolgeintendanten Klaus Weise wurden dann auch Länderporträts vorgestellt: USA (2004), Indien (2006) und Türkei (2008). Das einzige internationale Theaterfestival in Nordrhein-Westfalen wurde überwiegend aus Mitteln des Bundes für kulturelle Ausgleichsprojekte in der Region Bonn gefördert. Nach dem Ende des Bonn-Berlin-Ausgleichs 2008 konnte die Stadt Bonn den Biennale-Etat von zuletzt 1,1 Millionen Euro nicht allein aufbringen. Ein Nachfolgefestival von den Gründern der Bonner Biennale findet seit 2004 unter dem Namen Neue Stücke aus Europa in der Rhein-Main-Region statt.